# Gradaterebra severa
Gradaterebra severa é uma espécie de gastrópode do gênero Gradaterebra, pertencente a família Terebridae.